# Bersenbrück
Bersenbrück là một thị xã ở huyện Osnabrück, bang Niedersachsen, Đức. Đô thị này có diện tích 42,54 km². Đô thị này tọa lạc bên sông Hase, cự ly khoảng 30 km về phía bắc của Osnabrück. 
Bersenbrück là thủ phủ của Samtgemeinde ("đô thị tập thể") Bersenbrück